# Anđelko Đuričić
Anđelko Đuričić (Szerbül: Анђелко Ђуричић; Pancsova, 1980. november 21. –) szerb válogatott labdarúgókapus.
A szerb válogatott tagjaként részt vett a 2010-es világbajnokságon.